# Der Killer und die Nervensäge
Der Killer und die Nervensäge ist eine französische Filmkomödie von Francis Veber aus dem Jahr 2008. Es ist nach Die Filzlaus und Buddy Buddy die dritte Verfilmung von Vebers Theaterstück Le Contrat.

## Handlung
Der Gefangene François Randoni soll vor dem Strafgericht in Nizza befragt werden. Kriminelle Kreise vermuten, dass er gegen sie aussagen wird, und organisieren den Profikiller Jean Milan, um Randoni auf dem Weg zum Gericht zu erschießen. Milan wird dabei von einem Verbündeten bei der Polizei unterstützt, der in Milans Zimmer gegenüber dem Gerichtsgebäude Waffen einschmuggelt und ihn später bei der Polizeikontrolle passieren lässt. Milans Nebenzimmer bezieht der Agenturreporter François Pignon. Er wurde von seiner Frau Louise für den Psychiater Edgar Wolf verlassen und leidet sehr unter der Trennung. Weil Louise nun in Nizza lebt, hofft Pignon, sich mit ihr treffen zu können. Louise lehnt ein Treffen jedoch ab. Pignon versucht daraufhin, sich im Badezimmer des Hotels zu erhängen, doch bricht der dafür gewählte Duschkopf ab. Der Zimmerkellner findet Pignon vor und will die Polizei rufen, was Milan jedoch verhindert. Um den Kellner aus dem Zimmer zu bekommen und ein Erscheinen der Polizei zu verhindern, behauptet er, sich um Pignon kümmern zu wollen. Von nun hat Milan keine ruhige Minute mehr.
Milan überzeugt Pignon, Louise persönlich aufzusuchen und ihr von seinem Selbstmordversuch zu berichten. Zwar verlässt Pignon das Zimmer, kehrt jedoch schon kurz darauf zurück. Milan soll Louise anrufen und ihr vom Selbstmordversuch berichten, da Pignon befürchtet, zu erholt für einen depressiven Selbstmörder auszusehen. Pignon und Milan tätigen den Anruf gemeinsam, was schließlich den entnervten Edgar Wolf dazu bringt, im Hotel zu erscheinen, um Pignon zur Rede zu stellen. Zu dem Zeitpunkt hat dieser Milan in seinem Zimmer aus Versehen k. o. geschlagen, sodass Wolf glaubt, Milan sei Pignon. Er verabreicht dem ohnmächtigen Milan daher ein starkes Beruhigungsmittel. Als Milan kurz darauf erwacht, kann er sich kaum auf den Beinen halten. Er droht Wolf am Telefon und bringt ihn dazu, ins Hotel zurückzukehren, um ihm ein Aufputschmittel zu geben. Zu dem Zeitpunkt ist bereits Louise eingetroffen, die irritiert über das Verhalten ihres neuen Freundes ist. Der reagiert extrem eifersüchtig auf Pignon und ist zudem kaum in der Lage, Milan das neue Mittel zu spritzen. Louise geht schließlich und Wolf und Pignon beginnen, sich zu prügeln. Bei Milan wiederum schlägt das Aufputschmittel extrem an und führt zu Zuckungen. Erst spät kann ihm Wolf ein Gegenmittel verabreichen, wurde er zwischenzeitlich doch von Pignon k. o. geschlagen und hat sein Gedächtnis verloren. Wolf geht schließlich und auch Pignon will seine Sachen packen. Dabei findet er Milans Gewehr, das dieser immer wieder unter seinem Bett verstecken musste. Bei Milans Versuch, Pignon das Gewehr aus der Hand zu reißen, geht ein Schuss los – zu dem Zeitpunkt ist Randoni gerade vor dem Gerichtsgebäude ausgestiegen. Die Polizisten werfen sich vor dem Hotel zu Boden und beginnen um sich zu schießen, wobei Randoni ins Hinterteil geschossen wird. Milan resigniert, das Hotel wird umstellt. Während ein Reizstoffwurfkörper ins Hotelzimmer geworfen wird, bereiten sich Milan und Pignon bereits auf die bevorstehende Gefängnisstrafe vor, wobei Pignon vorschlägt, dass beide um eine gemeinsame Zelle bitten könnten.

## Produktion
Der Killer und die Nervensäge entstand mit einem Budget von rund 22 Millionen Euro. Veber, der das dem Film zugrunde liegende Theaterstück geschrieben hatte, führte dabei selbst Regie. Mit Patrick Timsit und Richard Berry besetzte er die Hauptrollen dabei mit Schauspielern, die die jeweiligen Rollen auch in einer Wiederaufführung des Stücks 2005 am Theater de la Porte-Saint-Martin innegehabt hatten.
Der Film lief am 10. Dezember 2008 in den französischen Kinos an, wo er von rund 247.000 Besuchern gesehen wurde. In Deutschland erschien der Film am 15. Januar 2010 direkt auf DVD.

## Synchronisation
| Rolle           | Darsteller       | Synchronsprecher   |
| --------------- | ---------------- | ------------------ |
| Jean Milan      | Richard Berry    | Oliver Stritzel    |
| François Pignon | Patrick Timsit   | Gerald Schaale     |
| Edgar Wolf      | Pascal Elbé      | Marcus Off         |
| Randoni         | Michel Aumont    | Klaus Sonnenschein |
| Louise          | Virginie Ledoyen | Victoria Sturm     |

## Kritik
Cinema befand, Veber liefere „überdreht-flotte Situationskomik und eine Nervensäge, die über Gebühr sägt. Einige Scherze wirken zudem schon etwas tatterig“. Es handle sich um „gute[n] alte[n] Stoff“, der jedoch „ohne neuen Kniff erzählt“ werde. Der Filmdienst sah eine „unverwüstliche Buddy-Komödie“, die „turbulente, überzeugend gespielte Unterhaltung“ biete.